# Тулгорэлектротранс
МКП «Тулгорэлектротранс» — муниципальное казённое предприятие, охватывающее своей деятельностью Тулу, выполняющее городские перевозки автобусами, троллейбусами и трамваями, а также заказные перевозки автобусами городского и междугородного класса. По состоянию на 2024 год МУП осуществляет 40 % перевозок городским транспортом в Туле.

## История

### Руководители предприятия
- Яков Гиберт (1971—1995)
- Михаил Анцупов (1995—1997)
- Семен Студенцов (1997—2003)
- Николай Салищев (2003—2006)
- Олег Воеводин (2006—2013)
- Геннадий Мельников (2013—2015)
- Валерий Симакович (2015—2017)
- Алексей Марушкин (с 2017—2020; середина 2022—н.в.)

### Главные инженеры предприятия
- Семен Студенцов (до 1996)
- Вячеслав Хлопьев (1996—2005)
- Сергей Мельников (2005—2013)
- Иван Пономарь (2015)
- Александр Штанин (2015—2017)

## Оплата проезда
Проезд банковской или социальной картой, а также картой "Тройка" оплачивается на валидаторе, установленном на поручне. В случае оплаты наличными - необходимо предоставить средства водителю, для получения билета. Во время поездки на любой из остановок могут начать производить плановую проверку оплаты проезда. Для этого у контролёров имеются специальные терминалы для проверки факта оплаты картой
С 18 ноября 2019 года, Тульская область подключена к системе оплаты картой «Тройка». Вслед за этим регионом, в России начали также вводить систему оплаты картой «Тройка».
C 1 марта 2019 года, стоимость проезда в автобусе, троллейбусе и трамвае увеличилась до 25 рублей — наличными, 21 рубля — банковской картой и 19 рублей — картой «Тройка».
С 1 марта 2023 года стоимость разового проезда в автобусе, троллейбусе и трамвае составляет 30 рублей — наличными, 26 рублей — банковской картой и 24 рубля — картой «Тройка».
С апреля 2024 года в троллейбусах и трамваях Тулы оплата банковскими картами производится через валидаторы. Также, реализован вход во все двери. Оплата проезда остаётся прежней — у водителя.
15 ноября 2024 года стоимость проезда снова повысилась. 36 рублей — наличными, 31 рубль — банковской картой, 29 рублей — картой "Тройка"
1 августа 2025 года стоимость повысилась в очередной раз. 45 рублей — наличными, 38 рублей — банковской картой, 36 рублей — картой "Тройка"

## Обслуживаемые маршруты

### Автобус
- 1: Горельские выселки — Городское кладбище № 3 (Имеет некоторые рейсы до Тулачермета — Верхних проходных)
- 11: Завод РТИ — 18-й проезд
- 11А: Автостанция «Восточная» — Некрасово (Нерегулируемый тариф)
- 12: Завод РТИ — Птицефабрика «Тульская»
- 13: Московский вокзал — ПАО «Тулачермет» — Верхние проходные
- 13А: Московский вокзал — Посёлок Петелино
- 18: Технопарк — Улица Генерала Маргелова
- 21: Малые Гончары — Щегловская засека
- 24: Малые Гончары — ПАО «Тулачермет» — Верхние проходные
- 25: Онкологический диспансер — Посёлок Угольный (Имеет некоторые рейсы до пос. Озёрного, пос. Северного)
- 26: Петровский квартал — Посёлок Западный
- 28: Косая Гора — ПАО «Тулачермет» — Нижние проходные

### Троллейбус
- 1: Малые Гончары — Станция Южная
- 2: Улица Курковая — Станция Южная
- 4: Посёлок Горелки — Станция Южная
- 5: Московский вокзал — Станция Южная
- 7: Московский вокзал — Улица Курковая

### Трамвай
- 3: Московский вокзал — Щегловская засека
- 6: Улица Штыковая — Стадион «Металлург» (Работает только в будние дни)
- 7: Стадион «Металлург» — Щегловская засека
- 9: Московский вокзал — Стадион «Металлург»
- 10: Кондитерская фабрика — Стадион «Металлург»
- 11: Красный Перекоп — Щегловская засека (Работает только в будние дни)
- 12: Улица Штыковая — Менделеевский посёлок
- 13: Стадион "Металлург — Менделеевский посёлок
- 14: Кондитерская фабрика — Менделеевский посёлок
- 15: Улица Штыковая — Щегловская засека (Работает только в будние дни)

## Структура предприятия
По состоянию на середину 2024 года в структуру МКП «Тулгорэлектротранс» входят:
- Трамвайное депо
- Служба автобусного транспорта
- Троллейбусное депо
- Линейная станция трамвая «Менделеевский Поселок»
- Линейная станция трамвая «Московский Вокзал»
- Линейная станция трамвая «Кондитерская фабрика „Ясная Поляна“»
- Линейная станция трамвая «Щегловская Засека»
- Линейная станция трамвая «Стадион „Металлург“»
- Линейная станция троллейбуса «Южная»
- Линейная станция троллейбуса «Улица Курковая»
- Служба пути
- Служба энергохозяйства
- Служба материально-технического обеспечения
- Специализированная автобаза

Ликвидированные отделы предприятия:
- Ремонтно-механическое производство
- Трамвайное депо № 1 (передано службе автобусного транспорта)
- Линейная станция троллейбуса «Северная»
- Линейная станция трамвая «Красный Перекоп»

## Перспективы
- Продление трамвайных путей в Петровский квартал

Перспективы актуальны на конец осени 2024 года

## События

### 2019
- Новые переданные автобусы большого класса из Москвы — ЛиАЗ-5292.22 (10 машин) и ЛиАЗ-5292.65 (20 машин)

### 2020
- Закрытие троллейбусных маршрутов № 10, 11, 12.
- Закрытие трамвайного маршрута № 8
- Передача автобусного маршрута компании ООО «ТТК» № 16
- Запуск нового автобусного маршрута № 7

### 2021
- Новые переданные автобусы среднего класса из Москвы — ЛиАЗ-4292.60-60
- Передача автобусных маршрутов компании ООО «ТТК» № 7, 27А, 38, 44; ИП «Макарова»: 27.
- Ремонт путей на участке Проспекта Ленина

С 30 апреля по 7 октября 2021 года, проводился ремонт путей на участке Проспекта Ленина. Ремонтировала данный участок компания «Техноконцепт»
- Укорачивание троллейбусного маршрута № 6

В связи ремонта Московского путепровода, 6 троллейбус до 01.09.23 имел трассу 3-го троллейбусного маршрута, то есть: Малые Гончары — Московский вокзал. После 31.09.23, маршрут был закрыт.
- Валидаторы

В декарбе 2021 года, вместе со «СберТройка», был организован эксперимент с валидаторами. На 26 маршруте два автобуса были оснащены валидаторами, счётчиками пассажиров и организован вход во всех двери.
За контролем оплаты проезда, следил контролёр. Также, проезд можно было оплатить у водителя.

### 2022
- Передача автобусного маршрута в распоряжение ООО «ИРБИС» № 3

С марта по май 2022 года производилось пополнение трамвайных вагонов из Таганрога и Москвы
Март: Было поставлено 10 вагонов трамвая типа 71-623 из Москвы.
Также, был передан один высокопольный вагон типа 71-405-08.
Апрель: В связи с изменением компании, занимающимся обслуживанием трамвая в Таганроге, были переданы вагоны 71-619А, переданные когда-то из Москвы.
- Ремонт путей

В феврале 2022 года, ОАО «РЖД» передало 25 километров рельсошпальной решётки
- Ремонт путей на участке от Автовокзала до Педагогического университета

С 30 апреля по 21 (30) июня 2022 года, проводился ремонт путей на участке от Автовокзала до Педуниверситета. В качестве материала использовали РШР, переданную от РЖД.
- Ремонт путей на участке от Театрального переулка до улицы Чаплыгина

С 1 июля по 30 августа 2022 года, провели ремонт путей на участке от Театрального переулка до улицы Чаплыгина. В качестве материала использовали РШР, переданную от РЖД.
- Парад на день города

10 сентября на ул. Металлистов (ул. Мосина) состоялся парад трамвайных вагонов, где презентовали служебные вагоны (ТК-28, СП3, ГС); пассажирские вагоны, работающие на улицах города (Tatra T6B5SU, ЛМ-2008, 71-619КТ, 71-407); А также, новые вагоны (71-623, 71-911ЕМ), а также, музейные вагоны (Х, Tatra T3 (57 и 203)). Практически во всех вагонов можно было посидеть в кабине, а также погулять по салону и посмотреть на него поближе.

### 2023
- Выход новых вагонов 71-911ЕМ «Львёнок»

23 июня, первые 5 трамваев «Львёнок» закупленные по БКД, вышли на 10 маршрут. Вагоны оснащены USB-разъёмами, валидаторами и мониторами
- Закупка новых автобусов большого и среднего класса

За счёт лизинговой компании ГТЛК были закуплены автобусы марки ЛиАЗ-5292.65, а также ПАЗ-422320-04 «Citymax 9»
- Покупка вагонов 71-911ЕМ

По программе БКД (Безопасные и Качественные Дороги) в 2023 году, на баланс Тулы должны принять новые вагоны 71-911ЕМ «Львёнок» в количестве 17 штук.
- Ремонт путей на участке от Трамвайного депо до Быткомбината

С 31 мая по 28 августа 2023 года, провели ремонт путей на участке от Трамвайного депо до Быткомбината. В качестве материала использовали РШР, переданную от РЖД.
- Ремонт путей на участке по Улице Оружейной

С октябрь по ноябрь 2023 года на Улице Оружейной проводился ремонт путей. В качестве материала использовали РШР, переданную от РЖД. Также, для большего
комфорта пассажиров, была перенесена остановка «Улица Тульского рабочего полка»
- Ввод в эксплуатацию валидаторов в трамваи

19 декабря вход в трамвай организован во все двери. Оплата проезда банковской картой производится через валидатор, а наличными — у водителя. Для обеспечения контроля оплаты проезда на линии организован ежедневный контроль.
- Передача автобусного маршрута в распоряжение ИП «Макарова» № 36
- Закрытие троллейбусного маршрута № 6
- Создание единого бренда общественного транспорта, стилизованный под окраску трамвая 71-911ЕМ «Львёнок»
- МКП «Тулгорэлектротранс» — победитель в номинации «Транспортная компания года»

### 2024
- Приобретение 5 новых «Львят» за счёт городского бюджета

12 февраля вышли все вагоны
- Вывод из эксплуатации автобусов Волжанин Сити-Ритм 12 (5270.06), НеФАЗ-5299-30-31 (30-51) и трамваев Tatra T6B5SU (T3-M)

Последний рейс автобус «Волжанин» вышел на линию, предположительно, в середине февраля. Последний трамвай Т6B5 последний раз вышел в конце февраля.
18 июня стал последним днём эксплуатации автобусов НеФАЗ-5299-30-51. А автобусы НеФАЗ-5299-30-31 прекратили свою работу в середине мая.
- Ввод в эксплуатацию валидаторов в троллейбусах

11 апреля вход в троллейбусы организован во все двери. Оплата проезда банковской картой производится через валидатор, а наличными — у водителя. Для обеспечения контроля оплаты проезда на линии организован ежедневный контроль.
- Ввод в эксплуатацию валидаторов в автобусах

1 июля вход в автобусы организован во все двери. Оплата проезда банковской картой производится через валидатор, а наличными — у водителя. Для обеспечения контроля оплаты проезда на линии организован ежедневный контроль.
- Приобретение двух новых троллейбусов марки ВМЗ "Авангард"

## Подвижной состав
(База имеет стадию приблизительных данных) На конец осени 2024 года на балансе МКП «Тулгорэлектротранс» находятся:
- Автобусы:

ЛиАЗ-4292.60 (39 машин, 30 эксплуатируется)
ЛиАЗ-5292.22 (1 машина, в ожидании исключения)
ЛиАЗ-5292.65 (89 машин, эксплуатируются)
НеФАЗ 5299-30-31 (2 машины, в ожидании исключения)
НеФАЗ 5299-30-51 (7 машин, в ожидании исключения)
ПАЗ-3237-05 (0R) (1 машина, служебный)
- Троллейбусы

ТролЗа-5265.00 «Мегаполис» (61 машина)
АКСМ-420 «Вивовт» (9 машин, 8 эксплуатируется)
ЛиАЗ-ВЗТМ 5280 (Ожидание исключения всех машин)
ЛиАЗ-5280 (4 машины)
ТролЗа-5275.03 «Оптима» (1 машина)
ЗиУ-5 (музейный)
ВМЗ-5298.01 «Авангард» (1 машина, не эксплуатируется)
- Трамваи

71-619КТ (37 вагонов, 35 эксплуатируется)
71-619А (8 вагонов, 7 эксплуатируется)
71-619АС (1 вагон)
71-619А-01 (1 вагон)
71-407 (17 вагонов)
71-911ЕМ (22 вагона, 21 эксплуатируется)
Tatra T6B5SU (2 вагона, музейные)
Tatra T3SU (музейный)
ЛМ-2008 (1 вагон, не эксплуатируется)
Х (музейный)
Информация взята с сайтов busphoto.eu и transphoto.ru